# Land-van-Cuijks
Het Land-van-Cuijks, ook wel Cuijks of Cuijklands genaamd, is een Nederfrankisch dialect dat van oudsher gesproken wordt in het Land van Cuijk, het noordoostelijke gedeelte van de Nederlandse provincie Noord-Brabant.
Ondanks de geografische ligging van het taalgebied wordt het dialect door de meeste taalkundigen niet beschouwd als een vorm van Brabants, maar als een variant van het Kleverlands. In een enkel geval wordt het echter ook tot de Oost-Brabantse dialecten gerekend. Het is zeer nauw verbonden met de Brabants-Limburgse overgangsdialecten. 
Het Cuijks wordt wetenschappelijk behandeld in het Woordenboek van de Brabantse Dialecten.

## Kenmerken
Typische Brabantse kenmerken zijn: 
1. Verbuigingen als mèrège (morgen), nij (nieuw) en het weglaten van de eind-d's en -t's (da en nie in plaats van "dat" en "niet");
2. Bij het gebruik van een persoonlijk voornaamwoord in de tweede persoon enkelvoud wordt vaak gekozen voor "gij"/"ge" (de Standaard-Nederlandse j is hier eigenlijk een allofoon van de g in ge). Dit "gij"/"ge" wordt op dezelfde wijze gebruikt als in het Brabants. In vragende zinnen wordt bijvoorbeeld in plaats van het Standaard-Nederlandse "wil je" vaak gekozen voor wil-de waarbij de uitgang -de door enclise gevolgd door assimilatie is ontstaan uit ge ("wilt ge"). Spreekt men een oudere of onbekende aan, dan versterkt men met "gij", waardoor er een tautologische uitdrukking ontstaat: kun-de gij, wil-de gij.

Een ander kenmerk dat het Cuijks deelt met zowel Oost-Brabantse dialecten als met (Noord-)Limburgse dialecten, is het veelvuldig voorkomen van umlautvormen. Dit kan worden aangetroffen in verkleinwoorden (póp - pupke), in woorden met oorspronkelijk een lange ô (gruun betekent "groen"), bij de vervoeging van sterke werkwoorden en in de vorming van enkele meervouden.
Anderzijds onderscheidt het Cuijks zich van het Oost-Brabants door woorden als huus (in plaats van het Meierijse haus), tied. Verder blijven de clusters -ald (zoals in kald) en -old (zoals in holt) gehandhaafd. De typische Meierijse verkorting (zoals in tórre) is nagenoeg onbekend in deze contreien (toore).